# Puttalam
Puttalam è una città dello Sri Lanka, situata nella Provincia Nord-Occidentale.